# Vladimír Večerek
Vladimír Večerek (* 14. září 1961 Ostrava) je český veterinář a vysokoškolský učitel, v letech 2006 až 2014 rektor Veterinární a farmaceutické univerzity Brno (VETUNI).

## Život
Narodil se v září 1961 v Ostravě. V roce 1985 úspěšně absolvoval Vysokou školu veterinární v Brně. Poté pracoval v letech 1985 až 1987 jako veterinární lékař v Jihlavě na  místním Státním veterinárním ústavu. V roce 1987 začal působit na své alma mater. V roce 1988 získal atestaci prvního stupně, v roce 1990 i druhého stupně a v roce 1991 úspěšně obhájil disertační práci a stal se tak kandidátem věd. O rok později se také habilitoval. V roce 1994 se stal přednostou Ústavu veřejného veterinárního lékařství a veřejného zdraví a v tomtéž roce začal působit také jako děkan Fakulty veterinární hygieny a ekologie VETUNI; ve funkci skončil v roce 1997. V letech 1997 až 1998 absolvoval dvousemestrální studium základů práva na Právnické fakultě Masarykovy univerzity. V roce 1999 se stal předsedou univerzitního Akademického senátu. Ve funkci setrval do roku 2000, když se opět stal děkanem fakulty. V této funkci skončil v roce 2006. V roce 2004 se stal vedoucím sekce zvané Veterinární ochrana veřejného zdraví, ochrany zvířat a welfare FVHE VFU Brno.
V roce 2005 byl Večerek jmenován profesorem. V únoru 2006 začal působit jako rektor Veterinární a farmaceutické univerzity Brno, když je do funkce jmenoval prezident Václav Klaus. Funkci rektora poté obhájil i pro funkční období pro roky 2010 až 2014 a ve funkci rektora tak skončil až v lednu 2014. V roce 2008 získal titul MBA. V květnu 2014 mu byla udělena Zlaté medaile Masarykovy univerzity. V roce 2014 se zároveň stal prorektorem VETUNI, jímž byl od té doby nepřetržitě i k roku 2025.
Je autorem řady publikací, např. titulů Ochrana zvířat v právních předpisech Evropské unie (2001) nebo Veterinární veršování (2022).